# ФК БАТЭ в сезоне 2002

Сезон 2002 года стал 7-м в истории ФК БАТЭ и 4-м сезоном в Высшей лиге чемпионата Белоруссии по футболу. Победив в «золотом матче» гродненский «Неман», команда во второй раз стала чемпионом Белоруссии.
В розыгрыше Кубка Белоруссии 2001/2002 команда впервые вышла в финал, где уступила ФК «Гомель».
В розыгрыше Кубка Белоруссии 2002/2003 команда вышла в 1/4 финала, которая прошла весной 2003 года.
В сезоне 2002 года БАТЭ в 4-й раз в истории принял старт в еврокубковом турнире. Команда прошла два раунда в турнире Кубка Интертото, уверенно обыграв сначала датский «Академиск» БК (Копенгаген), а затем клуб германской Бундеслиги «Мюнхен 1860». В 3-м раунде БАТЭ, оказав упорное сопротивление, уступил представителю итальянской Серии А «Болонье».

## Высшая лига (Д1)
См. также: Чемпионат Белоруссии по футболу 2002

### Первый круг
| Тур | Матч                            | Счёт  |
| --- | ------------------------------- | ----- |
| 1   | Торпедо (Жодино) — БАТЭ         | 0 : 0 |
| 2   | БАТЭ — Шахтер (Солигорск)       | 2 : 0 |
| 3   | Динамо (Минск) — БАТЭ           | 1 : 2 |
| 4   | БАТЭ — Динамо (Брест)           | 2 : 0 |
| 5   | Торпедо-МАЗ (Минск) — БАТЭ      | 0 : 0 |
| 6   | БАТЭ — Неман (Гродно)           | 2 : 1 |
| 7   | Славия (Мозырь) — БАТЭ          | 0 : 2 |
| 8   | БАТЭ — Гомель                   | 0 : 1 |
| 9   | Белшина (Бобруйск) — БАТЭ       | 2 : 1 |
| 10  | Молодечно-2000 — БАТЭ           | 1 : 3 |
| 11  | БАТЭ — Локомотив-96 (Витебск)   | 6 : 0 |
| 12  | Звезда-ВА-БГУ (Минск) — БАТЭ    | 1 : 2 |
| 13  | БАТЭ — Днепр-Трансмаш (Могилев) | 2 : 0 |

### Второй круг
| Тур | Матч                            | Счёт  |
| --- | ------------------------------- | ----- |
| 14  | БАТЭ — Торпедо (Жодино)         | 4 : 0 |
| 15  | Шахтер (Солигорск) — БАТЭ       | 2 : 0 |
| 16  | БАТЭ — Динамо (Минск)           | 1 : 0 |
| 17  | Динамо (Брест) — БАТЭ           | 0 : 1 |
| 18  | БАТЭ — Торпедо-МАЗ (Минск)      | 0 : 2 |
| 19  | Неман (Гродно) — БАТЭ           | 0 : 1 |
| 20  | БАТЭ — Славия (Мозырь)          | 3 : 1 |
| 21  | Гомель — БАТЭ                   | 1 : 0 |
| 22  | БАТЭ — Белшина (Бобруйск)       | 2 : 4 |
| 23  | БАТЭ — Молодечно-2000           | 4 : 0 |
| 24  | Локомотив-96 (Витебск) — БАТЭ   | 1 : 4 |
| 25  | БАТЭ — Звезда-ВА-БГУ (Минск)    | 3 : 1 |
| 26  | Днепр-Трансмаш (Могилев) — БАТЭ | 1 : 4 |

### Турнирная таблица
Положение по итогам 12-го чемпионата Белоруссии.
| Место | Клуб               | И  | В  | Н | П | МЗ | МП | РМ  | Очки | Примечание                                   |
| ----- | ------------------ | -- | -- | - | - | -- | -- | --- | ---- | -------------------------------------------- |
|       | БАТЭ               | 26 | 18 | 2 | 6 | 51 | 20 | +31 | 56   | Квалификация во 1-й кв. раунд Лиги чемпионов |
|       | Неман (Гродно)     | 26 | 17 | 5 | 4 | 47 | 20 | +27 | 56   | Квалификация в квал. раунд Кубка УЕФА        |
|       | Шахтер (Солигорск) | 26 | 17 | 4 | 5 | 43 | 20 | +23 | 51   | Квалификация в 1-й раунд Кубка Интертото     |

### Дополнительный матч за 1-е место
См. также: Золотой матч Чемпионата Белоруссии 2002 

| Дата | Соперник       | Стадион | Стадион          | Счёт        | Авторы голов   | Зрители |
| ---- | -------------- | ------- | ---------------- | ----------- | -------------- | ------- |
| 8.11 | Неман (Гродно) | Н       | «Трактор», Минск | 1:0 доп.вр. | Тарасенко 102′ | 7 000   |

## Кубок Белоруссии

### Кубок Белоруссии по футболу 2001/02
| Стадия     | Соперник            | Стадион | Стадион              | Счёт | Авторы голов                                              | Зрители |
| ---------- | ------------------- | ------- | -------------------- | ---- | --------------------------------------------------------- | ------- |
| 1/4 1 матч | Химик (Светлогорск) | Г       | «Химик», Светлогорск | 1:1  | 36′ (авт.)                                                | 7 000   |
| 1/4 2 матч | Химик (Светлогорск) | Д       | Городской, Борисов   | 5:0  | Беганский 4′ · Молош 34′ · Чумаченко 45′ 65′ · 63′ (авт.) | 4 000   |
| 1/2 1 матч | Шахтер (Солигорск)  | Г       | Строитель, Солигорск | 2:0  | Концевой 6′ · Беганский 13′                               | 1 500   |
| 1/2 2 матч | Шахтер (Солигорск)  | Д       | Городской, Борисов   | 2:0  | Шмигеро 42′ · Беганский 81′                               | 2 500   |
| Финал      | ФК Гомель           | Н       | «Динамо», Витебск    | 0:2  |                                                           | 3 600   |

### Кубок Белоруссии по футболу 2002/03
| Стадия | Соперник            | Стадион | Стадион            | Счёт | Авторы голов                                 | Зрители |
| ------ | ------------------- | ------- | ------------------ | ---- | -------------------------------------------- | ------- |
| 1/16   | Ведрич-97 (Речица)  | Г       | Центральный,Речица | 4:0  | Беганский 32′ · Концевой 59′ (пен.) 73′ 87′  | 2.000   |
| 1/8    | Торпедо-МАЗ (Минск) | Г       | Городской, Борисов | 3:0  | Беганский 8′ · Концевой 81′ · Лихтарович 85′ | 3.000   |

## Кубок Интертото 2002

### Первый раунд
| Стадия | Соперник                  | Стадион | Стадион                 | Счёт | Авторы голов                 | Зрители |
| ------ | ------------------------- | ------- | ----------------------- | ---- | ---------------------------- | ------- |
| 1 матч | Академиск БК (Копенгаген) | Д       | Городской, Борисов      | 1:0  | Концевой 10′                 | 1 100   |
| 2 матч | Академиск БК (Копенгаген) | Г       | «Гладсаксе», Копенгаген | 2:0  | Концевой 34′ · Беганский 42′ | 800     |

### Второй раунд
| Стадия | Соперник    | Стадион | Стадион               | Счёт | Авторы голов                                             | Зрители |
| ------ | ----------- | ------- | --------------------- | ---- | -------------------------------------------------------- | ------- |
| 1 матч | Мюнхен 1860 | Г       | «Грюнвальдер», Мюнхен | 1:0  | Концевой 24`(пен.) 74′                                   | 25 000  |
| 2 матч | Мюнхен 1860 | Д       | Городской, Борисов    | 4:0  | Молош 16′ · Мирончик 36′ · Шмигеро 66′ · Страханович 80′ | 4 400   |

### Третий раунд
| Стадия | Соперник | Стадион | Стадион             | Счёт | Авторы голов | Зрители |
| ------ | -------- | ------- | ------------------- | ---- | ------------ | ------- |
| 1 матч | Болонья  | Г       | «Далл’Ара», Болонья | 0:2  |              | 13 700  |
| 2 матч | Болонья  | Д       | Городской, Борисов  | 0:0  |              | 4 200   |